# Coalition des lions de Mapogo
La coalition de lions Mapogo était une bande de lions sud-africains mâles qui contrôlaient la région de Sabi Sand dans le parc national Kruger en Afrique du Sud. La coalition est devenue tristement célèbre pour son pouvoir et sa capacité à contrôler une zone d'environ 70,000 ha. On pense que les Mapogos ont tué plus de 40 lions et lionceaux en un peu plus d'un an. Les statistiques pourraient être plus élevées étant donné la superficie de leur territoire. Au plus fort de leur pouvoir, la coalition était composée de six mâles : le chef Makulu (également orthographié Makhulu), Rasta, Dreadlocks, Pretty Boy, Kinky Tail, Mr. T.

## Histoire
La coalition Mapogo est originaire de Mala Mala de ce qu'on appelait la troupe de Sparte et s'est installée dans le secteur ouest en 2006. Les lions Mapogo ont suivi une tendance récente dans la réserve de Sabi Sand, celle des coalitions de lions mâles. Dans leur quête pour dominer la région, les six lions ont tué environ 40 autres lions, dont de nombreux lionceaux, femelles et mâles adultes rivaux.
On pense que le mâle le plus âgé, Makulu, n'a aucun lien de filiation avec les cinq autres lions. L'histoire est que la troupe originale de Sparte a perdu un sous-adulte mâle de 20 à 21 mois en mai/juin 2000 et en juillet 2000, Makulu d'environ le même âge s'est raccroché à la troupe de Sparte. En conséquence, Makulu était naturellement plus grand que ses confrères. Bien qu'il ne soit pas facilement acceptés par les lionnes, les mâles de la troupe l'ont toléré et ne l'ont pas tué. En général, les mâles intrus de son âge étaient soit chassés ou soit tués. Selon les experts sur le terrain, l'une des raisons probables de son acceptation au sein de la troupe était qu'il pourrait être la progéniture d'un des mâles de la troupe et d'une lionne d'une autre troupe, le rendant ainsi le demi-frère des 5 autres Mapogos.
Dans les premiers mois de 2006, les cinq lions subadultes et Makulu ont quitté leur troupe. Ils devaient maintenant se battre pour eux-mêmes mais en s'entraidant, ils augmentaient leurs chances de survie. Tout en vivant entre eux, les lions ont appris à être de bons chasseurs. Au fur et à mesure qu'ils gagnaient en taille et en expérience, ils ont pu abattre de grandes proies telles que des hippopotames, de jeunes rhinocéros et même des girafes. Selon Dave Salmoni, réussir à abattre le buffle du Cap était leur "clé du succès". Pendant les chasses au buffles, Kinky Tail (également appelé Shaka) et M. T (également appelé Satan) ont souvent été observés comme étant les plus agressifs pour abattre les buffles.

### Montée en puissance de la coalition Mapogo
Le premier affrontement de la coalition des Mapogos a eu lieu en 2006, lorsqu'ils ont pénétré dans le nord de Sabi Sand, gouverné par quatre mâles dominants. Dès leur arrivée, les Mapogos ont éliminé l'un des lions, forçant les trois autres à fuir. À la suite de cette victoire, les trois lionnes et les 11 lionceaux qui demeuraient ont été laissés sans protection.
Les six Mapogos ont rapidement localisé et tué les 11 lionceaux, certains d'entre eux étant même dévorés par M. T, bien que le cannibalisme soit rare chez les lions.
Après avoir éliminé toute concurrence, les Mapogos ont réussi à contrôler huit troupes de lions. Ils sont devenus la coalition masculine dominante de Sabi Sand, causant la mort de plus de 100 lions issus des troupes voisines pendant leur règne

### Scission dans la coalition
La coalition gouvernait un vaste territoire, mais en son sein, les relations étaient marquées par la concurrence et les rivalités internes. De nombreux affrontements ont été observés, en particulier impliquant M. T, Kinky Tail et Makulu. Cette rivalité a atteint son paroxysme lors d'un combat intense entre M. T et Makulu, au cours duquel Makulu a réussi à mordre l'une des pattes de M. T, remportant ainsi la confrontation. Ce combat a peut-être été la cause ou a grandement accéléré la scission.
En 2008, peu de temps après cet affrontement et pour la première fois, la coalition s'est divisée en deux coalitions plus petites. Kinky Tail et M. T ont migré vers le territoire oriental, tandis que Makulu, Rasta, Dreadlock et Pretty Boy sont restés à l'ouest. Bien que les deux territoires se chevauchaient et que les deux coalitions se croisaient occasionnellement, la plupart des interactions sont restés amicales. Cependant, il était évident que les deux coalitions occupaient des régions distinctes et qu'une réunification n'était probablement pas à l'ordre du jour à court terme.

### Arrivée de la coalition des Majingilane
Pendant deux ans, M. T et Kinky Tail ont été aperçus en train de patrouiller et de défendre leur territoire avec succès, engageant des combats victorieux contre d'autres lions rivaux. Cependant, en juin 2010, une coalition de cinq lions mâles appelée les Majingilanes a pénétré sur le territoire des Mapogo, cherchant à prendre le contrôle.
Les cinq mâles Majingilanes ont été repérés marquant leur territoire par des odeurs et rugissant bruyamment aux abords du territoire des Mapogo. Lors d'une chasse aux buffles, Kinky Tail et M.T ont réussi à isoler le plus jeune des mâles Majingilanes qui était à l'affût, entamant une poursuite. M.T a mordu le cou du lion, tandis que Kinky Tail a visé son aine, infligeant des blessures sérieuses. Le mâle Majingilane a tenté de riposter, mais finalement, Kinky Tail et M.T ont réussi à briser sa colonne vertébrale. Quelques heures plus tard, ils l'ont laissé pour mort.

### La mort de Kinky Tail
Plus tard dans la nuit, une équipe de tournage a repéré les quatre jeunes lions Majingilane en mouvement. Deux d'entre eux ont croisé la route de Kinky Tail, qui les a immédiatement attaqués seul. Ensuite, deux autres lions Majingilane sont arrivés par derrière, encerclant Kinky Tail. Les quatre Majingilanes ont rapidement commencé à mordre et à déchirer Kinky Tail. Un lion s'acharnait sur son cou, un autre sur son dos, tandis que le troisième lui infligeait des blessures graves aux organes génitaux.
Les Majingilanes ont réussi à briser la colonne vertébrale de Kinky Tail, le rendant immobile et sans espoir de survie. M.T est finalement arrivé pour tenter de le secourir et de combattre les Majingilanes, mais dépassé en nombre, il a été contraint de fuir. Deux Majingilanes ont tenté de suivre M.T, mais n'ont pas réussi, revenant plutôt pour achever Kinky Tail.

### M. T et ses frères réunis
Après la mort de son frère, M.T s'est dirigé vers l'Ouest pour rejoindre le reste de l'ancienne coalition. Les guides de terrain craignaient que les quatre autres le chassent et le tuent, mais au lieu de cela, ils l'ont accueilli à nouveau et il a réussi à coexister pacifiquement avec eux. Cependant, peu de temps après avoir été accepté, M.T a commencé à traquer, massacrer et manger les petits de ses frères. Ses frères n'ont rien fait pour l'arrêter, et M.T a rapidement pris le contrôle de la coalition en s'accouplant avec les femelles de la troupe, devenant ainsi le nouveau roi de l'ouest.
Peu de temps après, Rasta a disparu de la coalition, la raison demeurant inconnue. On pense qu'il a été tué, soit par des braconniers, soit par la coalition Majingilane. À peu près au même moment, Dreadlock a quitté la réserve. Il a été abattu par des habitants peu de temps après, réduisant les Mapogos à seulement trois membres : Makulu (14 ans), Pretty Boy (12 ans) et M. T (12 ans).

### Décès de M. T
Le 16 mars 2012, une nouvelle coalition rivale appelée Selatis arrivait dans le dernier territoire de Mapogo par le sud. Les quatre d'entre eux ont pu séparer et attaquer un seul membre des Mapogos, qui s'avérait être M.T. Au moment où l'équipe de tournage et les responsables de la faune sont arrivés sur les lieux, M.T était déjà attaqué. Il avait de nombreuses blessures ainsi qu'une grosse morsure sur la colonne vertébrale qui paralysait ses pattes arrière. Les Selatis s'arrêtaient alors, s'éloignaient, attendaient, puis recommençaient l'assaut. Ce schéma s'est répété plusieurs fois avant que les Selatis ne laissent ensuite M.T estropié mourir au bord de la route.
Les derniers Mapogos restants, Makulu et Pretty Boy ont dû laisser leur territoire à la coalition Selatis, puis ont combattu la coalition Kruger (composé de 2 mâles : Freddy et Limper) et ont été chassés de leur territoire. L'un des mâles Kruger (Limper) est décédé plus tard des suites de blessures de Makulu. Les 2 Mapogo restant ont été aperçus en 2012 côte à côte, entrant dans le parc national Kruger par la porte attribuée à Paul Kruger. Ils ont été vus en train de se nourrir d'un buffle en octobre-novembre 2012. En janvier 2013, Makulu a été vu pour la dernière fois seul à Mala Mala, à proximité de son ancien lieu de prédilection : la réserve de Sabi Sand. À ce stade, il avait presque 15 ans et dépassait largement l'espérance de vie moyenne des lions mâles.

## Au cinéma
Daniel Huertas a réalisé le documentaire Brothers in Blood : The Lions of Sabi Sand, sorti en 2015 au Royaume-Uni. Le documentaire résume les 16 années de montée en puissance et la chute de la coalition Mapogo. Le documentaire a été diffusé en huit épisodes aux États-Unis sur Animal Planet.